# 中津市立山移小学校
中津市立山移小学校（なかつしりつ やまうつりしょうがっこう）は、かつて大分県中津市耶馬溪町大字山移にあった公立小学校である。

## 概要
1874年（明治7年）に開校。最も人数が多かった1963年（昭和38年）には278名が在校したが、過疎化や少子化に伴い児童が減少し、2016年（平成28年）に閉校が決定。2017年度（平成29年度）末を以て閉校した。卒業生の総数は記録が残る1910年（明治43年）以降で2,693人。

## 沿革
- 1874年（明治7年）6月17日 - 学校創立[1]。
- 2018年（平成30年）
  - 3月20日 - 卒業式挙行。最後の在校生2名が卒業[2]。
  - 3月25日 - 閉校式挙行[1][2][3][4][5]。
  - 3月31日 - 閉校[1]。

## 著名な出身者
- 江口榛一 - 詩人、社会運動家[6]。